# Schloss Grodzietz
Das Schloss Grodzietz (polnisch Zamek w Grodźcu) befindet sich in Grodziec bei Bielsko-Biała (Bielitz-Biala), Polen.

## Geschichte
Der heutige Bau geht auf eine mittelalterliche Burg (grodziec – Burgwall) zurück. Im späten 16. Jahrhundert waren die Grodecki Besitzer. Heinrich Grodecki war vermutlich um 1580 Bauherr des heutigen Schlosses. Ab 1654 nahmen die Marklowski Umbauten vor, weitere Umbauten erfolgten im Auftrag von Karl Georg Sobek. Bis 1927 waren die Strzygowski Besitzer.

## Bauwerk
Das Schloss liegt in landschaftlich betonter Lage auf einer Anhöhe im Schlesischen Vorgebirge und ist besonders in seiner Portal- und Turmgruppierung eindrucksvoll. Grund- und Kellermauern zeugen von einem mittelalterlichen Vorgängerbau. Der Baukern besteht aus einem rechtwinkligen, dreigeschossigen Körper, dessen Hauptfront nach Süden ausgerichtet ist. Umbauten haben die Art, Zahl und Lage von Treppentürmen, die die oberen Stockwerke erschließen, immer wieder verändert.
Der südliche Risalit ist heute turmartig ausgebaut, der nördliche Eingangsturm von zwei vorgeschobenen Türmen flankiert, und vor den Schmalseiten des Baus steht je mittig ein weiteres Türmchen. Alle diese Türme sind ein Geschoss höher als der übrige Bau und sind mit Zeltdächern gedeckt.
Im Inneren ist eine Eingangshalle quer durch das Gebäude gelegt, an die sich auf beiden Seiten je zwei Räume anschließen. Alle Räume im Erdgeschoss sind gewölbt, oft mit Stickkappen oder mit Kreuztonnengewölbe.
Ein 1931 entdecktes Fresko stellt vermutlich den Bauzustand im Jahr 1637 dar. Nach diesem hätte das Schloss über niedrigem Keller zwei Geschosse und Attika mit Staffelgiebelaufsätzen gehabt, eine Toreinfahrt mit Quaderrahmung und einen starken mittleren Turm. Der Portalrisalit und die Ausbauten der Schmalseiten sind demnach noch im heutigen Bau zu erkennen, der aber ein viel höheres Kellergeschoss hat, als im Fresko abgebildet.